# Cambodian Premier League 2024/25
Die Cambodian Premier League 2024/25 war die 20. Spielzeit der höchsten Fußballliga in Kambodscha seit ihrer Gründung im Jahr 2005. Ausgetragen und organisiert wurde die Liga vom kambodschanischen Fußballverband. Am Spielbetrieb nehmen elf Mannschaften teil. Die Saison startete am 10. August 2024 und endete am 18. Mai 2025. Titelverteidiger war Preah Khan Reach Svay Rieng.

## Teilnehmende Mannschaften
| Mannschaft                   | Standort      | Stadion                       | Kapazität |
| ---------------------------- | ------------- | ----------------------------- | --------- |
| Angkor Tiger                 | Siem Reap     | Hanuman Stadium               | 5.030     |
| Boeung Ket Angkor            | Phnom Penh    | Olympiastadion Phnom Penh     | 50.000    |
| ISI Dangkor Senchey FC       | Phnom Penh    | AIA Stadium KMH PARK          | 3.000     |
| Kirivong Sok Sen Chey        | Takeo         | Kirivong Sok Sen Chey Stadium | 1.000     |
| Life FC Sihanoukville        | Sihanoukville | Life FC Stadium               | 3.000     |
| Ministry of Interior FA      | Takeo         | Police Academy of Cambodia    |           |
| Nagaworld FC                 | Kampong Speu  | Kampong Speu Stadium          | 2.400     |
| Phnom Penh Crown             | Phnom Penh    | RSN Stadium                   | 5.010     |
| Preah Khan Reach Svay Rieng  | Svay Rieng    | Svay Rieng Stadium            | 2500      |
| National Defense Ministry FC | Phnom Penh    | RCAF Old Stadium              | 14.750    |
| Visakha FC                   | Phnom Penh    | Prince Stadium                | 15.000    |

## Ausländische Spieler
| Mannschaft                   | Spieler 1              | Spieler 2            | Spieler 3              | Spieler 4         | Spieler AFC      | Spieler ASEAN        | Ehemalige Spieler                                                                 |
| ---------------------------- | ---------------------- | -------------------- | ---------------------- | ----------------- | ---------------- | -------------------- | --------------------------------------------------------------------------------- |
| Angkor Tiger                 | Ben Nugent             | Kōdai Nagashima      | Shuto Asano            | Taiga Kitajima    | Takuto Yasuoka   | João Pedro           |                                                                                   |
| Boeung Ket Angkor            | Stefan Golubović       | Iago                 | Alex Baker             | Charlie Scott     | Ryōhei Yoshihama | Scott Woods          | Yūsuke Muta Yūto Hikida                                                           |
| ISI Dangkor Senchey FC       | David Koum             | Louis Willy Ndongo   | Sonosuke Onda          | Umaru Samura      | Kazu Yanagidate  | Jhon Frith           | Abdel Kader Coulibaly                                                             |
| Kirivong Sok Sen Chey        | Tengeg Neville Mbanwei | Kōhei Katō           | Shokhrukhbek Kholmatov |                   | Reon Saito       |                      | Bradie Smith Mikheil Ergemlidze Nguyễn Ngọc Thơ Johandre Padilla Mahiro Takahashi |
| Life FC                      | Okoro Osa Orobosa      | Kipson Atuheire      | Kim Seo-In             | Sam Strong        | Kanta Asami      | Georgino             | Greg Nikolao Siamoa                                                               |
| Ministry of Interior FA      |                        |                      |                        |                   |                  |                      |                                                                                   |
| Nagaworld FC                 | Marcio Marques         | Mateus Martins       | Yuta Kikuchi           | Yūsuke Minagawa   | Hugo Kametani    | Thiha Zaw            |                                                                                   |
| Phnom Penh Crown             | Yūdai Ogawa            | Takaki Ose           | Jelle Goselink         | Ofufu Ibeh        | Park Yi-young    | Javier Gayoso        | Reo Kunimoto                                                                      |
| Preah Khan Reach Svay Rieng  | Gabriel Silva          | Matheus Moresche     | Cristian               | Ryo Fujii         | Takashi Odawara  | Bounphachan Bounkong | Pablo                                                                             |
| National Defense Ministry FC | Tetsuaki Misawa        | Reiya Kinoshita      | Josemar Agostinho      | Sō Kataoka        | Shori Murata     |                      | Soe Moe Kyaw Nemanja Filipović                                                    |
| Visakha FC                   | Ramon Tanque           | Vitālijs Jagodinskis | Alisher Mirzaev        | Artūrs Karašausks | Park Jung-bin    | Mike Ott             | Víctor Blasco                                                                     |

Neuzugänge während der laufenden Saison sind fett gedruckt
 Ausländische Spieler, die während der Saison den Verein verlassen haben

## Reguläre Saison

### Tabelle
Stand: Saisonende 2024/25
| Pl. | Verein                          | Sp. | S  | U | N  | Tore    | Diff. | Punkte |
| --- | ------------------------------- | --- | -- | - | -- | ------- | ----- | ------ |
| 1.  | Preah Khan Reach Svay Rieng (M) | 20  | 17 | 1 | 2  | 066:140 | +52   | 52     |
| 2.  | Phnom Penh Crown                | 20  | 16 | 3 | 1  | 066:220 | +44   | 51     |
| 3.  | Visakha FC                      | 20  | 14 | 2 | 4  | 051:200 | +31   | 44     |
| 4.  | Angkor Tiger                    | 20  | 11 | 4 | 5  | 040:210 | +19   | 37     |
| 5.  | Nagaworld FC                    | 20  | 11 | 3 | 6  | 035:280 | +7    | 36     |
| 6.  | Boeung Ket Angkor               | 20  | 9  | 3 | 8  | 051:310 | +20   | 30     |
| 7.  | ISI Dangkor Senchey FC          | 20  | 7  | 3 | 10 | 031:450 | −14   | 24     |
| 8.  | National Defense Ministry FC    | 20  | 5  | 4 | 11 | 031:460 | −15   | 19     |
| 9.  | Life FC (N)                     | 20  | 2  | 4 | 14 | 017:530 | −36   | 10     |
| 10. | Kirivong Sok Sen Chey           | 20  | 1  | 3 | 16 | 017:680 | −51   | 06     |
| 11. | Ministry of Interior FA (N)     | 20  | 1  | 2 | 17 | 017:720 | −55   | 05     |

### Ergebnisse
Die Kreuztabelle stellt die Ergebnisse aller Spiele dieser Saison dar. Die Heimmannschaft ist in der linken Spalte, die Gastmannschaft in der oberen Zeile aufgelistet.
| Reg. Saison 2024/25          | ANG | BKA | ISI | KSS | LIF  | MIN | NAG | PPC | PKR | NDM | VIS |
| ---------------------------- | --- | --- | --- | --- | ---- | --- | --- | --- | --- | --- | --- |
| Angkor Tiger                 |     | 1:0 | 2:2 | 6:0 | 2:0  | 4:1 | 1:1 | 1:1 | 2:3 | 5:0 | 0:2 |
| Boeung Ket Angkor            | 0:0 |     | 8:1 | 3:1 | 5:1  | 4:1 | 1:3 | 1:3 | 1:2 | 1:1 | 0:2 |
| ISI Dangkor Senchey FC       | 0:2 | 4:4 |     | 2:0 | 0:1  | 3:0 | 0:1 | 1:2 | 1:4 | 2:2 | 4:2 |
| Kirivong Sok Sen Chey        | 1:3 | 1:2 | 1:2 |     | 1:1  | 4:1 | 1:5 | 0:6 | 0:6 | 1:7 | 1:2 |
| Life FC                      | 2:3 | 1:4 | 0:1 | 1:1 |      | 1:1 | 1:2 | 0:5 | 1:3 | 3:1 | 0:3 |
| Ministry of Interior FA      | 0:1 | 1:6 | 3:4 | 2:1 | 1:1  |     | 1:2 | 0:2 | 0:5 | 0:3 | 0:9 |
| Nagaworld FC                 | 0:1 | 1:5 | 3:1 | 2:0 | 2:0  | 5:2 |     | 2:6 | 0:2 | 2:3 | 1:1 |
| Phnom Penh Crown             | 3:1 | 2:1 | 1:0 | 3:1 | 10:0 | 5:1 | 0:0 |     | 4:3 | 3:1 | 4:2 |
| Preah Khan Reach Svay Rieng  | 4:2 | 2:0 | 6:0 | 6:1 | 2:0  | 5:0 | 2:0 | 3:1 |     | 7:0 | 1:0 |
| National Defense Ministry FC | 1:2 | 2:5 | 1:2 | 1:1 | 3:2  | 3:1 | 0:2 | 1:2 | 0:0 |     | 1:3 |
| Visakha FC                   | 2:1 | 1:0 | 2:1 | 7:0 | 3:1  | 4:1 | 0:1 | 3:3 | 1:0 | 2:0 |     |

## Meisterschaftsrunde

### Tabelle
Stand: Saisonende 2024/25
| Pl. | Verein                          | Sp. | S  | U | N  | Tore    | Diff. | Punkte |
| --- | ------------------------------- | --- | -- | - | -- | ------- | ----- | ------ |
| 1.  | Preah Khan Reach Svay Rieng (M) | 30  | 25 | 1 | 4  | 091:250 | +66   | 76     |
| 2.  | Phnom Penh Crown                | 30  | 23 | 3 | 4  | 092:370 | +55   | 72     |
| 3.  | Visakha FC                      | 30  | 21 | 2 | 7  | 067:320 | +35   | 65     |
| 4.  | Boeung Ket Angkor               | 30  | 13 | 4 | 13 | 066:480 | +18   | 43     |
| 5.  | Nagaworld FC                    | 30  | 13 | 4 | 13 | 041:440 | −3    | 43     |
| 6.  | Angkor Tiger                    | 30  | 12 | 4 | 14 | 053:530 | ±0    | 40     |

### Ergebnisse
Die Kreuztabelle stellt die Ergebnisse aller Spiele dieser Saison dar. Die Heimmannschaft ist in der linken Spalte, die Gastmannschaft in der oberen Zeile aufgelistet.
| Meisterrunde 2024/25        | PKR | PPC | VIS | BKA | NAG | ANG |
| --------------------------- | --- | --- | --- | --- | --- | --- |
| Preah Khan Reach Svay Rieng |     | 0:5 | 1:2 | 1:0 | 2:1 | 6:1 |
| Phnom Penh Crown            | 0:2 |     | 1:0 | 3:2 | 1:0 | 5:2 |
| Visakha FC                  | 0:3 | 2:1 |     | 3:1 | 1:0 | 2:1 |
| Boeung Ket Angkor           | 0:1 | 4:3 | 1:3 |     | 0:0 | 2:1 |
| Nagaworld FC                | 4:0 | 2:4 | 1:0 | 1:2 |     | 0:2 |
| Angkor Tiger                | 2:5 | 1:3 | 2:3 | 1:3 | 0:1 |     |

## Bottom-five Round

### Tabelle
Stand: Saisonende 2024/25
| Pl. | Verein                       | Sp. | S  | U | N  | Tore    | Diff. | Punkte |
| --- | ---------------------------- | --- | -- | - | -- | ------- | ----- | ------ |
| 7.  | ISI Dangkor Senchey FC       | 28  | 13 | 3 | 12 | 047:510 | −4    | 42     |
| 8.  | National Defense Ministry FC | 28  | 11 | 4 | 13 | 044:540 | −10   | 37     |
| 9.  | Kirivong Sok Sen Chey        | 28  | 5  | 4 | 19 | 031:800 | −49   | 19     |
| 10. | Life FC (N)                  | 28  | 4  | 5 | 19 | 026:680 | −42   | 17     |
| 11. | Ministry of Interior FA (N)  | 28  | 2  | 2 | 24 | 025:910 | −66   | 08     |

### Ergebnisse
Die Kreuztabelle stellt die Ergebnisse aller Spiele dieser Saison dar. Die Heimmannschaft ist in der linken Spalte, die Gastmannschaft in der oberen Zeile aufgelistet.
| Bottom-five Round            | ISI | NDM | KIR | LIF | MOI |
| ---------------------------- | --- | --- | --- | --- | --- |
| ISI Dangkor Senchey FC       |     | 0:2 | 3:0 | 4:2 | 4:0 |
| National Defense Ministry FC | 2:1 |     | 0:3 | 1:0 | 4:1 |
| Kirivong Sok Sen Chey        | 0:1 | 1:3 |     | 2:0 | 2:1 |
| Life FC                      | 0:2 | 2:0 | 2:2 |     | 1:3 |
| Ministry of Interior FA      | 0:1 | 0:1 | 2:4 | 1:2 |     |

## Torschützenliste
Stand: Saisonende 2024/25
| Platz | Spieler              | Mannschaft                   | Tore |
| ----- | -------------------- | ---------------------------- | ---- |
| 1.    | Andrés Nieto         | Phnom Penh Crown             | 21   |
| 2.    | Ramon Tanque         | Visakha FC                   | 20   |
| 3.    | Cristian             | Preah Khan Reach Svay Rieng  | 16   |
| 3.    | Jelle Goselink       | Phnom Penh Crown             | 16   |
| 5.    | Javier Gayoso        | Phnom Penh Crown             | 14   |
| 5.    | Sieng Chanthea       | Boeung Ket Angkor            | 14   |
| 5.    | Yūsuke Minagawa      | Nagaworld FC                 | 14   |
| 5.    | Ofufu Ibeh           | Phnom Penh Crown             | 14   |
| 9.    | Taiga Kitajima       | Angkor Tiger                 | 13   |
| 9.    | Josemar Agostinho    | National Defense Ministry FC | 13   |
| 11.   | Kōdai Nagashima      | Angkor Tiger                 | 12   |
| 11.   | Bounphachan Bounkong | Preah Khan Reach Svay Rieng  | 12   |
| 11.   | Pablo                | Preah Khan Reach Svay Rieng  | 12   |
| 14.   | Reiya Kinoshita      | National Defense Ministry FC | 11   |
| 14.   | Louis Willy Ndongo   | ISI Dangkor Senchey FC       | 11   |
| 14.   | Stefan Golubović     | Boeung Ket Angkor            | 11   |
| 14.   | Hav Soknet           | ISI Dangkor Senchey FC       | 11   |
| 14.   | Mat Noron            | Boeung Ket Angkor            | 11   |
| 19.   | Nhean Sosidan        | Preah Khan Reach Svay Rieng  | 10   |
| 19.   | Kim Seo-in           | Life FC                      | 10   |
| 19.   | Tetsuaki Misawa      | National Defense Ministry FC | 10   |
| 22.   | Hugo Kametani        | Nagaworld FC                 | 9    |
| 22.   | Gabriel Silva        | Preah Khan Reach Svay Rieng  | 9    |